# Михнюк, Иван Владимирович
Иван Владимирович Михнюк (бел. Іван Уладзіміравіч Міхнюк; род. 1 июня 2003, Пинск, Брестская область) — белорусский футболист, защитник клуба «Слуцк».

## Карьера

### Начало карьеры
Футболом начал заниматься в родном Пинске, иногда выступая на различных турнирах за юношеские команды минского «Динамо». Позже перебрался в структуру брестского «Динамо», когда там открылась собственная академия. В 2020 году футболист стал выступать за дублирующий состав брестского клуба. В начале 2021 года перебрался в брестский «Рух», где также продолжил выступать за дублирующий состав. В июле 2022 года футболист перебрался в структуру брестского «Центра Развития Футбола».

### «Слуцк»
В июле 2022 года футболист на правах арендного соглашения до конца сезона перешёл в «Слуцк». Дебютировал за клуб 17 сентября 2022 года в матче против бобруйской «Белшины», выйдя на замену на 65 минуте. Затем футболист сразу же закрепился в роли ключевого опорного полузащитника в клубе. Под конец сезона сменил своё амплуа, выходя на поле в стартовом составе в роли центрального защитника. В своём дебютном сезоне футболист провёл за клуб 9 матчей в Высшей лиге.
В январе 2023 года футболист полноценно перешёл в «Слуцк», вместе с которым подписал контракт, который рассчитан до конца 2025 года. Новый сезон начал с матча Кубка Беларуси 5 марта 2023 года против мозырской «Славии». По итогу ответного кубкового матча 12 марта 2023 года покинул розыгрыш Кубка Беларуси, по сумме матчей уступив мозырскому клубу. Первый матч за клуб в чемпионате сыграл 19 марта 2023 года против «Энергетика-БГУ». На протяжении сезона футболист был одним из ключевых игроков, вместе с которым завершил чемпионат на итоговом восьмом месте, результативными действиями не отличившись.
В январе 2024 года футболист продлил контракт с клубом.

## Международная карьера
В августе 2019 года футболист получил вызов в юношескую сборную Беларуси до 17 лет. Дебютировал за сборную 30 августа 2019 года в товарищеском матче против сверстников из Латвии. В октябре 2019 года футболист вместе со сборной отправился на квалификационные матчи юношеского чемпионата Европы до 17 лет. В январе 2020 года футболист вместе со сборной отправился выступать на Кубок Развития. В финале турнира футболист вместе со сборной одержал победу в серии пенальти против Таджикистана.
В мае 2021 года футболист получил вызов в юношескую сборную Беларуси до 19 лет. Дебютировал за сборную 2 июня 2021 года в товарищеском матче против Азербайджана. В октябре 2021 года футболист вместо со сборной отправился на квалификационные матчи юношеского чемпионата Европы до 19 лет.

## Достижения
Сборные
Беларусь (до 17)
- Победитель Кубка Развития: 2020